# 徐盈

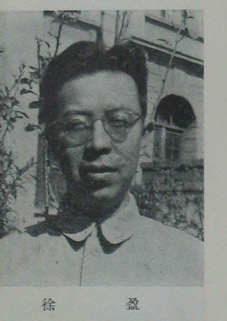
徐盈近照

徐盈（1912年—1996年12月11日），原名绪桓，山东德州人。著名新闻记者，中华人民共和国政治人物。

## 生平简介
1934年毕业于金陵大学农业专修科。1938年加入中国共产党。1933年-1947年任职于大公报。曾任上海《大公报》记者、重庆《大公报》采访部主任。1937年采写过《朱德将军在前线》、《战地总动员》等新闻报道。1949年中华人民共和国成立后，历任天津《进步日报》编委、主笔，国务院宗教事务管理局副局长，全国政协文史资料研究委员会副主任委员，第六、七届全国政协委员。
 抗战胜利后，撰写许多综述通讯，侧重于分析中国经济发展问题。至20世纪80年代担任全国政协文史委员会副主任时主持出版过四期《工商经济丛刊》，是为记载近现代中国工商经济发展之重要史料。
 一九五七年“反右运动”时，正在中央党校学习的徐盈成了批判对像，终被划为极右份子，来由有三：一、与储安平、浦熙修、徐铸成关系密切，经常交谈，储、浦并称赞他是“非教条主义的共产党员”；二、主张新闻自由，提出应允许“同人办报”和“尊重报人”，使办报的文人得承担类同旧时代之“清议”的社会职责；因此，三、被视为“第三条路线”思想。
 夫人彭子冈（雪珍，笔名子冈）亦是名重一时的记者及著名“右派份子”。
 徐盈子冈夫妇曾于五十（1950）年代初为保存文化名人鲁迅在北京旧居内遗留的藏书等文物竭尽全力。